# Hochalmspitze
Hochalmspitze er med 3.360 moh. det højeste bjerg i Ankogelgruppen i bjergkæden Hohe Tauern, der ligger øst for Mallnitz i den østrigske delstat Kärnten . Det kaldes undertiden "Tauerndronningen" (tysk: Tauernkönigin) som et modstykke til "Tauernkongen", Grossglockner .

## Geografi
Toppen ligger lidt syd for hovedryggen i de centralalperne og det Alpernes hovedkam. Den består faktisk af to højdepunkter, Schneeige Hochalmspitze og den højere Apere ("snefri") Hochalmspitze med topkrydset. Den har gletsjere på øst- og sydsiden. Den nærliggende Großelendkopf der er 3.317 moh. regnes i dag som et separat bjerg.
Som det meste af HoheTauern er Hochalmspitze-massivet dannet af granit og gneis, og mange usædvanlige klippeformationer kan findes på dens skråninger. Bjerget ligger i den østlige ende af bjergkæden. I nordvest har den via en højderyg forbindelse med Großer Ankogel, den tredje højeste top i sin gruppe, og til Kölnbreindæmningen I syd fører Mallnitz Ridge til den nærliggende Reisseckgruppe.
Fra toppen når udsigten ud til Salzburg, Dolomitterne og de De juliske Alper.

## Historie
Den første officielle bestigning blev foretaget i 1859 af den østrigske bjergbestiger Paul Grohmann, skønt breve, der blev fundet i 2010, bringer denne påstand i modstrid, da bjergene måske først er blevet besteget fire år tidligere. I 1913 blev en bjerghytte (Gießener Hütte) opført af den tyske og østrigske alpinklub på den sydøstlige skråning i en højde af 2.215 moh. .
I 1970'erne var der planer om et gletsjer skisportssted, men det blev i opgivet i 1988.